# Fornazzo
Fornazzo is een plaats (frazione) in de Italiaanse gemeente Milo.